# أندرو هارولد جيبسون
أندرو هارولد جيبسون هو سياسي كندي، ولد في 1883، وتوفي في 1971.